# Giovanni Tolu
Giovanni Tolu (Florinas, 14 marzo 1822 – Porto Torres, 4 luglio 1896) è stato un brigante italiano.

## Biografia
Giovanni Tolu nacque a Florinas nel 1822. Il padre, Pietro Gavino, era un agricoltore laborioso e severo con i propri figli, che impartì loro un'educazione rigida. Il 17 aprile del 1850 Giovanni Tolu sposò Maria Francesca Meloni Ru, serva del sacerdote Pittui, nonostante la dura opposizione a queste nozze da parte del sacerdote stesso. Giovanni Tolu si diede alla macchia dopo aver vendicato l'intromissione del sacerdote Pittui nella sua vita familiare: lo percosse nella strada di Florinas fino a lasciarlo quasi in fin di vita, dopodiché si dette alla latitanza che durò per circa 30 anni. Scampato a numerosi conflitti, aveva ucciso alcuni carabinieri, e per questa vita avventurosa divenne una leggenda. Dopo l'arresto, nel processo tenutosi nel tribunale di Frosinone era stato assolto "per aver agito in stato di legittima difesa". 
Tornato in Sardegna si recò dallo scrittore Enrico Costa, chiedendogli di scrivere la sua biografia.
Il libro fu pubblicato nel 1897, ma Giovanni Tolu non poté mai leggerlo, infatti l'anno precedente morì improvvisamente di carbonchio.
Di recente è stato eseguito un murale in memoria del Tolu a Florinas nel muro prospiciente il luogo dove è avvenuta l'aggressione al curato.